# Ініні
Територія Ініні (фр. Territoire de l'Inini) — французька колонія, тимчасово виділена зі складу Французької Гвіани у період 6 червня 1930 — 19 березня 1946 року. Столицею було містечко Сент-Елі.
Ініні займала внутрішні області Гвіани. Метою поділу Гвіани на дві колонії було бажання французьких властей розвивати внутрішні регіони Гвіани навколо нового адміністративного центру. Як робочу силу сюди доставили 500 полонених з Аннаму, котрі мали побудувати залізницю, але через недофінансування і важкі умови праці економічного прориву не вийшло, хоча до 1941 році загальне населення колонії перевищило 5 тисяч осіб (не рахуючи індіанців).
У 1930-х роках Франція також друкувала поштові марки з назвою Ініні.
У 1946 році Ініні знову увійшла до складу Французької Гвіани, яка стала заморським департаментом Франції, при цьому територія зберігала власну адміністрацію до 1969 року.